# Refuge pour femmes battues

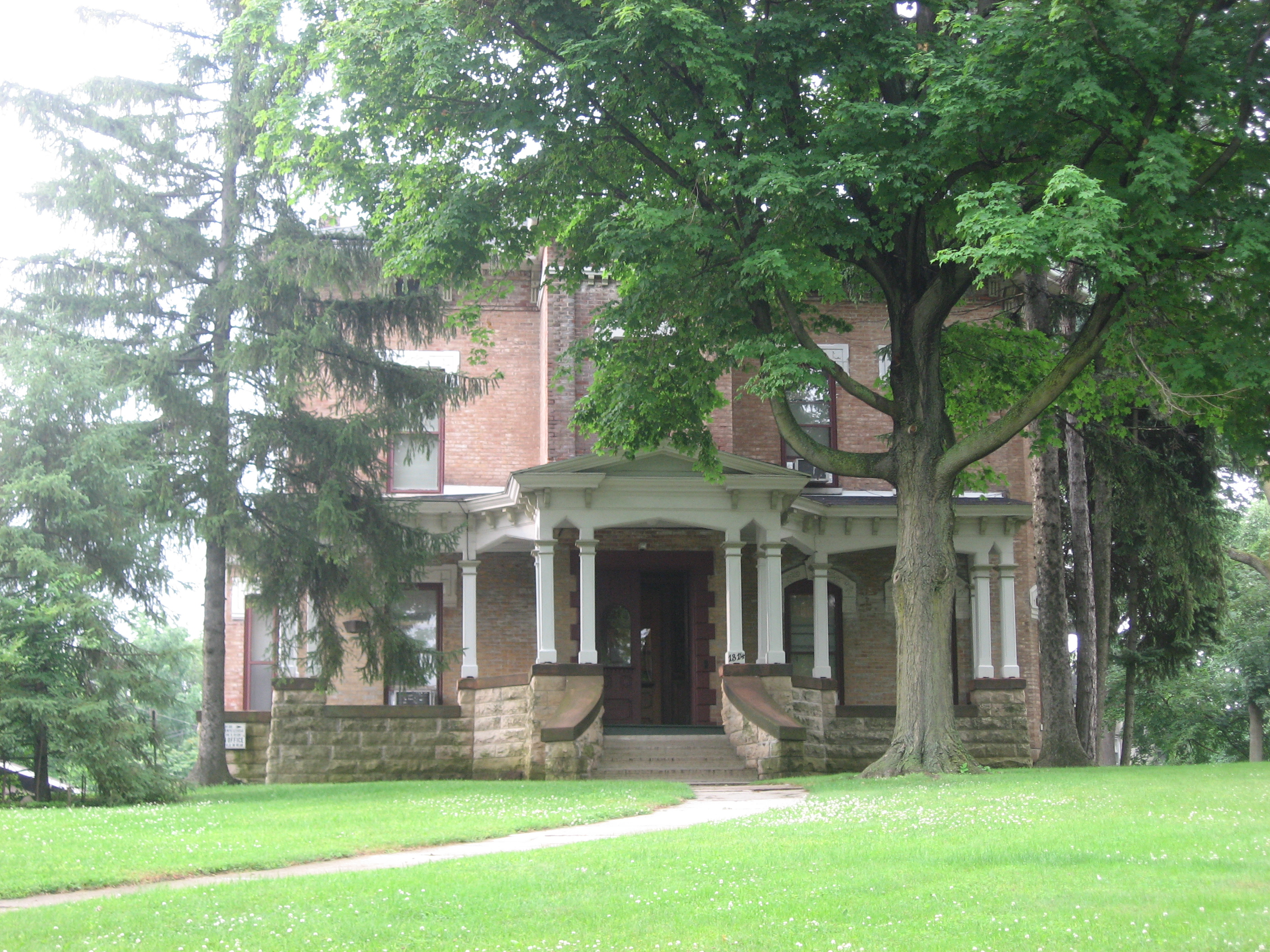
Façade de la maison Pringle-Patric, située au 1316 E. High Street à Springfield, Ohio, États-Unis. Construit en 1877 et transformé depuis en refuge pour femmes, il est inscrit au registre national des lieux historiques.

Un refuge pour femmes battues, ou foyer pour femmes battues, est un centre d'hébergement où des femmes victimes de violence conjugale et de violence sexuelle dans le couple peuvent trouver un abri et un soutien temporaires.
D'après les données recueillies par les National Center for Injury Prevention and Control (en), une femme sur trois est victime de violence physique au cours de sa vie ; une femme sur dix est victime de violence sexuelle. Ces refuges permettent à certaines femmes de se soustraire aux actes de violence familiale et sexuelle en leur offrant un lieu de protection où elles peuvent prendre leur avenir en main, éventuellement en recourant à tel ou tel des divers services que proposent beaucoup de refuges tant pour les femmes que pour leurs enfants, comme le conseil et l'aide juridique.
Disposer d'un logement sécurisé est précieux pour les femmes victimes de violences, celles-ci s'inscrivant fréquemment dans une situation d'asymétrie du pouvoir : les victimes ne disposent que de ressources financières limitées au moment où elles décident de fuir. Les refuges aident les femmes à obtenir des ressources qui leur permettront de bâtir une nouvelle vie pour elles-mêmes et leurs enfants ; à retrouver une certaine autonomie.
Plus de 45 pays possèdent des refuges pour femmes battues, financés par les gouvernements ainsi que par des associations à but non lucratif.